# Jules Bonvalet
Jules Joseph Bonvalet (Saint-Jean-Geest, Jodoigne, 18 de juny de 1888 – ?) va ser un genet belga que va competir a començaments del segle xx.
El 1920 va prendre part en els Jocs Olímpics d'Anvers, on va disputar tres proves del programa d'hípica. En la competició del concurs complet per equips guanyà la medalla de bronze, mentre en el concurs complet individual fou dotzè i en el salts d'obstacles individual quinzè.
Quatre anys més tard, als Jocs de París, va disputar dues noves proves del programa d'hípica. En el concurs complet per equips fou cinquè, mentre en el concurs complet individual fou setzè.